# Tokyo Underground
Tokyo Underground (東京アンダーグラウンド/Tōkyō Andāguraindo) es un manga creado por Akinobu Uraka. La versión a anime fue emitida por primera vez en el año 2002 a través de la televisión. Es una obra del estudio Pierrot y consta de 26 episodios ya emitidos. En Estados Unidos, la emisión estuvo a cargo de Geneon Entertainment.

## Argumento
A muchos kilómetros de profundidad, bajo la ciudad capital de Tokio, existe un desconocido y vasto submundo llamado "Tokyo Underground". Ahí existen personas conocidas como "Maestros Elementales"; gente que tiene la capacidad de manipular los elementos como el fuego, el agua, la electricidad, etc. Las protagonistas Chelsea Rorec y Ruri Sarasa escapan y son perseguidas por los miembros de una organización llamada "La Compañía". En la superficie se encontraran con Asagi Rumina y con Ginnosuke Isuzu, dos alumnos de preparatoria, cuyas vidas se volverán una aventura en la que no faltaran las batallas entre individuos capaces de dominar los elementos.

## Personajes principales
Rumina Asagi (浅葱留美)
Su Seiyū es: Tomokazu Seki (japonés), y su actor de doblaje en la versión norteamericana es: Brad Swaile (Inglés).
Rumina es en principio, un normal estudiante de preparatoria, que se encuentra con Ruri Sarasa y Chelsea Rorec quienes escaparon de Underground e intentan vivir en la superficie y escapar de “La compañía”. Rumina fue asesinado por un “maestro elemental” pero más tarde fue resucitado por Ruri gracias a su poder de resurrección; mediante ese acto, Rumina adquiere el “poder del aire”, y es capaz de luchar dominando este elemento. Él posee un bokuto mediante el cual regula y controla el poder del viento, más tarde ese bokuto es reemplazado por una katana, cumpliendo la misma función. Su misión, al igual que Chelsea, es proteger de cualquier mal a Ruri y rescatarla de las garras de “La compañía”.
Ruri Sarasa (ルリ·サラサ)
Su Seiyū es: Haruhi Terada (japonés), y en la versión norteamericana es interpretada por: Chantal Strand (Inglés).
Ruri es conocida como “La sacerdotisa del templo de la vida” (生命の Inochi no Miko ). Ella posee el “poder de la resurrección”, es decir, el poder de volver a la vida a cualquier ser. Ella es la única que contiene ese poder, y se dice que su poder es el resultado de combinar los demás elementos, ya que al combinar todos los elementos, el resultado es “vida”. 
Su sueño es poder vivir pacíficamente en la superficie, en donde las flores abundan y donde se puede ver el cielo estrellado. La compañía desea secuestrarla por su poder y así resucitar a los “Ron” por medio del poder de Ruri, pero esto acabaría en la muerte de Ruri, ya que para lograrlo se necesita demasiado poder.
Chelsea Rorec (チェルシー· Chierushi Rōrekku )
Su Seiyū es: Kaoru Morota (japonés), y en la versión norteamericana es interpretada por: Rebecca Shoichet (Inglés).
Ella es la guardaespaldas oficial de Ruri, y es quien la ayuda a escapar de underground. Suele ser muy temperamental. Posee el “poder de la gravedad”, pudiendo controlar la gravedad a su antojo (en un ámbito reducido) y también logrando crear lo que parece ser energía gravitatoria materializada en sus puños, a su vez, puede lanzarlas a modo de ataque.
Ginnosuke Isuzu (五十铃银之)
Su Seiyū es: Soichiro Hoshi (japonés), y en la versión norteamericana es interpretado por: Gabe Khouth (Inglés).
Ginosuke es el mejor amigo de Rumina desde la infancia. Él no posee ningún poder elemental, por lo que en el grupo de Rumina, es quien más piensa y hace uso de su inteligencia. Más tarde consigue lo que se llama “arma elemental”, instrumento para hacer uso de varios elementos sin la necesidad de tener poderes.

## Personajes secundarios

### Aliados al grupo de Rumina
Algunos personajes de los que aquí aparecen fueron parte de la compañía en un principio pero más tarde se convirtieron en aliados de Rumina.
Los aliados de Rumina son:
Sui
Habitante de Underground quien está en contra de la compañía. Sui odia a la compañía ya que la chica a quien él amaba fue casada por un “cazador de maestros elementales” y la obligaron a unirse les. Él no posee ningún poder y es por eso que fue el creador de las “armas elementales”. Además Sui fue quien ayudó a Ginusuke a crear su arma elemental.
Shiel Messiah
Su seiyu es: Ikue Ohtani (japonés), y en la versión norteamericana es interpretada por: Tabitha St. Germain (Inglés)
En un principio era miembro de la compañía, pero con el tiempo Shiel logró darse cuenta de la corrupción que en esta existía, así que más tarde la abandono para unirse al grupo de Rumina. Ella entabló una relación de amistad muy grande con Ruri, hasta el punto de llamarla “nee-san” (hermana) y considerarla como una, en cierto sentido. Ella posee el “poder del rayo”, y es capaz de crear descargas eléctricas, paredes de rayos, entre otras técnicas relacionadas con los relámpagos.
Emily Ronolf
Apenas se conocieron, ella no les hizo daño ni a Rumina ni a Ginosuke debido a que ella es una de las fanáticas y admiradoras de Chelsea, por lo que le tiene piedad a los amigos de ella. Emily fue miembro de la compañía hasta que Rumina le reveló sus siniestros planes. Al principio no quiso creerle e insistió en que la compañía tenía buenas intenciones, pero al comenzar a ver los enfrentamientos entre el equipo de Rumina y al ver su falta de piedad, se convenció de que Rumina tenía la razón. Por lo que acabó uniéndose a Rumina y sus amigos.
Jilherts Micheat
Al igual que Emily, ella es una admiradora de Chelsea. Ella también creía que la compañía era buena, hasta que cambio de opinión por las mismas razones que Emily. Entonces, ella también se unió al grupo de Rumina.
Rou
Maestro elemental con la misión de secuestrar a Ruri. Él obtiene el “poder del magnetismo” y es capaz de manipular objetos tan grandes y pesados como las vigas de construcción. Se enfrentó a Chlsea y a Rumina, pero tras una patética derrota vuelve a enfrentarse a ellos por segunda vez. Después de volver a perder decide unirse al grupo de Rumina y traicionar a la compañía.
Kourin
Otro “maestro elemental” que decide abandonar a la compañía y unirse a Rumina. Kourin es el hermano de Rou y al igual que él posee el “poder del magetismo”. Kourin le saca partido a su poder complementándolo con un par de yo-yos que atados en sus manos puede manipular y aumentarles su peso a través del magnetismo.
Sharma Rufus
Fue en gran parte de la serie una “maestra elemental” de la compañía. Su deseo fue, es y será derrotar a Chelsea. Ella posee el poder de controlar el agua y siempre utiliza técnicas que implican el hielo. Por determinadas circunstancias tubo que unirse a los aliados de Rumina, pero ella aun así continuó con el deseo de superar a Chelsea.
04
04 estuvo directamente involucrada en los experimentos científicos de mezcla de genoma humano con animal. Por esta misma razón ella es una bestia híbrida. 04 fue exiliada y condenada a habitar en los suburbios. Ella contactó a Rumina y a sus amigos para invitarlos a participar en un torneo de lucha, cuyo premio es la concesión de cualquier cosa que pidan. Con el fin de rescatar a Ruri, Rumina y sus amigos se alían a 04 para ganar dicho torneo.

### Miembros de “La Compañía”
Estos son los miembros plenos y más importantes de “La Compañía”:
Kashin
Él fue el fundador de “La Compañía” y es el actual líder de toda la organización. Es uno de los principales promotores de la venganza hacia los moradores de la superficie. Su odio es excepcional, ya que Kashin tuvo la desgracia de ser testigo de que experimentaran con su hermana, forzándola a experimentos tan bruscos que la llevaron al punto de desear la muerte. Como Ruri se parece a la hermana de Kashin, él le tiene cierto cariño. Sus poderes también son excepcionales, ya que posee el poder de dominar 2 elementos: el fuego y el agua. Además de usar sus poderes, él porta siempre una katana con la hirió a Pairon en la cara en una ocasión en la que le fue desleal.
Pairon
Pairon tiene mucha influencia en la compañía, tanta que podría considerárselo un “sublider”. Su poder es el “poder del agua”. Es uno de los que mejor domina el agua, ya que en ciertas ocasiones puede dominar el agua que todos los humanos tenemos dentro de nuestra sangre sometiendo a su víctima a un dolor muy intenso.
Seki
Uno de los maestro elementales más fuertes. Tiene la habilidad de controlar el fuego y tiene además unas cuchillas entre sus dedos que usa a modo de armas. Él fue el maestro elemental que asesino a Rumina y uno de los tantos encargados de secuestrar a Ruri.
Tailor Ashford
Otro maestro elemental. Él tiene el “poder del agua”. Ha tenido más de un enfrentamiento con Rumina y además posee muchas técnicas muy efectivas con el agua, aunque no es tan poderoso como otros maestros elementales.

## Terminología
- La compañía: es la organización que gobierna todo el mundo subterráneo de Tokyo Underground. Su fundador y líder se llama “Kashin”. La compañía fue en un principio, un pequeño grupo de reducidas personas que anhelaban la paz y el orden en Underground, hasta que fue creciendo más y más hasta convertirse en una gran organización a cargo de la gobernación de toda la región subterránea.

La compañía conserva un rencor muy grande hacia los habitantes de la superficie, ya que todos los habitantes de Underground fueron conejillos de indias para experimentos científicos de personas que experimentaban el poder de animales y elementos en humanos. Por temor, estos científicos que estaban a cargo de la investigación, abandonaron Underground y suspendieron todos los experimentos, pero no sin antes encerrar a todos los humanos involucrados en la experimentación dentro de Underground. Por este motivo, la compañía "mete" a todos los moradores de la superficie "en la misma bolsa" y planea vengarse de todos los moradores de la superficie, resucitando a los “Ron” por medio de Ruri.
- Maestros elementales: podría decirse que son las fuerzas militares de la compañía, tomando también la responsabilidad de ser policías de todo Underground. Todos y cada uno de ellos poseen algún tipo de poder elemental que recibirieron ya sea por formar parte directa de los experimentos científicos o bien ser hijos de algún antepasado con poderes y de esta forma conseguirlos mediante sus genes. Muchos de ellos fueron convocados mediante “caserías” que se realizaban una vez cada tanto entre todos los habitantes de Underground. Estas caserías siempre venían de la mano con muchos problemas y desastres que causaban los casadores mientras buscaban personas con poderes. A pesar de que la responsabilidad de los maestros elementales es mantener el orden y la paz, muchos de ellos son corruptos.

- Ron: Son dragones creados artificialmente por los científicos que abandonaron Underground. Los mismos murieron hace mucho tiempo, y por ese mismo motivo, la compañía desea resucitarlos con el poder de Ruri y liberarlos en la superficie, sembrando así el caos en toda la región de la superficie.

- Los suburbios: es la parte más profunda de todo Underground. Allí se exilia a todas las personas que se rebelan contra la compañía, muchas de ellas considerados delincuentes. Por ese motivo, allí viven muchas personas sin ley y, a pesar de que esa región este relativamente bajo el poder de la compañía, reina un ambiente muy anárquico.

## Banda sonora
A pesar de que en la mayoría de animes, la cantidad de openings y endings son iguales o los endings son la mayoría, en el anime de Tokyo Underground no es así. Dispone de 2 openings y tan solo un ending. Se desconoce el motivo. 
El nombre de los temas musicales y de sus artistas son:
- Opening 1: Jounetsu por Iksi:D

- Opening 2: Hey you!! por Iksi:D

- Ending: Kakusei Toshi por Arai Akino

## Lista de episodios
La serie consta de 26 capítulos de duración de 22 minutos cada uno. Hecho que también es algo extraño ya que, normalmente, la duración de un capítulo de un anime común y corriente es de 24 minutos. Esta es otra curiosidad de esta serie. Si descontamos los openings y endings tenemos un tiempo neto aproximado de 19 minutos por capítulo.
En el siguiente anexo se encuentran los títulos de cada uno de los capítulos: